# Fredriksdals herrgård
Fredriksdals herrgård i Helsingborgs socken i Helsingborgs kommun uppfördes 1787 som sommarbostad åt familjen Cöster. Det är en vitputsad byggnad i gustaviansk stil. Runt byggnaderna är det anlagt en fransk park och en engelsk park. Fredriksdal är ingen herrgård i ordets rätta bemärkelse eftersom byggnaden uppfördes av en borgerlig familj, inte av adeln. Det var först i slutet av 1800-talet som ordet herrgård började användas som benämning på huvudbyggnaden, en benämning som kom att användas allt mer sedan området blivit museum.

## Historia

### I familjen Cösters ägo
Riksdagsmannen och direktören för Södra dykeri- och bärgningskompaniet, Fredrik Wilhelm Cöster d.ä., köpte under 1760-talet ett stort antal jordar öster om Helsingborgs utkanter. Huvudbyggnaden uppförde Cöster 1787 för att utnyttjas som bostad under sommaren. Under resten av året bodde familjen i Gamlegård i centrala Helsingborg. Fram till sin död 1797 utökade Cöster gårdens marker ytterligare genom att köpa upp fler jordar öster om staden. Vid sin död 1797 överlät Cöster gården till sin son, Fredrik Wilhelm Cöster d.y. 
Vid övertagandet gjordes en inventering av egendomen och genom denna får man en beskrivning av hur gården såg ut vid denna tid. Huvudbyggnaden beskrevs som en tvåvåningsbyggnad uppförd i korsvirke med fasaderna klädda av panel av stående "spåntade och hyflade furubrädor samt fogarna försedda med lister", allt målat med oljefärg. Vid takfoten hade beklädnaden avslutats uppåt med ett profilerat listverk, en så kallad "träd corniche". I byggnadens nedre våning inrymdes en stor, central placerad sal mot trädgården. Söder om denna låg ett förmak följt av "den röda sittkammaren" vid gaveln ut mot gården. Norr om salen låg fruns sovkammare ut mot trädgården medan kök och pigkammare låg mot gården. Ovanvåningen hade samma indelning som den undre med en central sal med förmak och kammare i söder och herrns sängkammare med två rum för betjänter mot gården i norr. Vinden var inredd med två kammare i vardera gavel. Genom hela byggnaden, med riktning mot gården, löpte husets förstuga och trapphus utsmyckad med marmorerade väggar. Denna utformning av huvudbyggnaden var typisk för 1600- och 1700-talets herrgårdsbyggnader.
Fredrik Wilhelm Cöster d.y. valde som nygift 1799 att göra Fredriksdal till sin permanenta bostad, vilket gjorde att byggnaden var tvungen att byggas om för att klara vintern. 1800 gjordes ännu en inventering där det beskrevs att byggnaden hade fyra "stockholmspottugnar med mässingsdörrar" och tre "ordinarie pottugnar med järndörrar". Fem av byggnadens rum hade gipstak, de övriga hade oljefärgsmålat brädtak. Vissa av rummen hade bröstpaneler med vävklädda väggar ovanför, medan salen och ytterligare sju rum hade moderna papperstapeter. Den yngre Cöster lade även till två flyglar till huvudbyggnaden. Den norra uppfördes 1798 för att hysa gårdens tjänstefolk och innehöll även kök med bakugn och tvättstuga. Den södra flygeln byggdes 1807 som gästbostad och var därför finare inredd än den norra. Flyglarna målades i vitt, men hade rödmålade brädgavlar.

### Skiftande ägare under 1800-talet

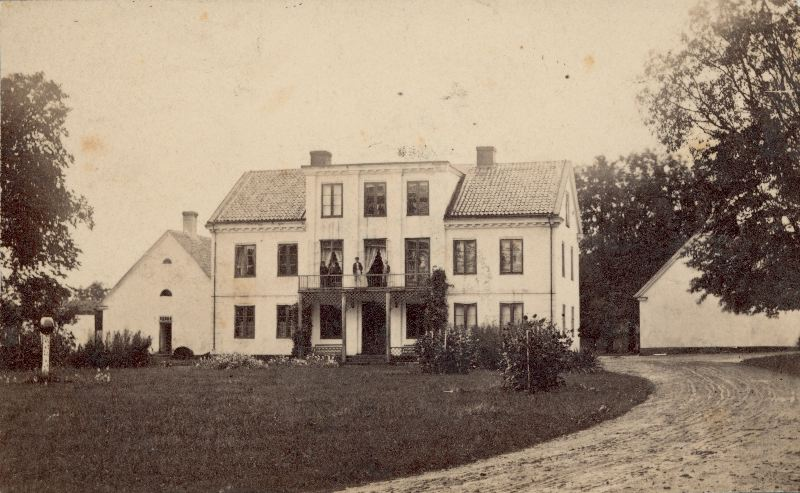
Fredriksdals herrgård under Börge Peter Pontoppidans tid som ägare (1867 till 1888).

År 1811 sålde Cöster gården till borgmästaren Anders Petter Ståhle, som ägde gården fram till sin död 1832. Under dennes tid byggdes huvudbyggnadens södra del om, troligen på grund av vattensjuk mark. Den nya delen uppfördes i tegel och samtidigt tog man bort brädpanelen och vitputsade hela byggnaden. År 1822 målades även denna vit. I och med de många ombyggnaderna hade gården gått från en gustaviansk gård till ett landeri i empirstil. I Ståhles ägo omvandlades Fredriksdal och dess ägor till ett storjordbruk. Våren 1835 köptes gården från Ståhles sterbhus av den finske kammarherren Carl Henrik von Knorring, då hans hustru Eva Charlotte von Knorring önskade bosätta sig i Helsingborg för att vara närmre sin syster, Marie Sophie Barck som var bosatt i Skåne med sin make, greve Nils Anton Barck. Under von Knorrings tid som ägare förstärktes gårdens empirstil ytterligare, då trädgårdsfasadens mittparti på 1840-talet byggdes om till en frontespis med en över taklisten upphöjd fronton och pilasterutsmyckning.
Paret von Knorring sålde Fredriksdal 1847 till den danske proprietären Peter Munck Hagen som ägde gården fram till 1855 då den såldes till brukspatron Johan Anders Lindgren. Denne ägde gården fram till 1867, varefter lantmannen Börge Peter Pontoppidan köpte gården och flyttade in med sin hustru Maja Marie Christensen, dotter till köpmannen Anton Julius Christensen (tidigare krögare på Hotell Mollberg). Under parets 20 år som ägare föddes alla deras åtta barn på gården. Gården kom åter i familjen Ståhles ägo 1888 då ryttmästare Anders Petter Ståhle, som tidigare arrenderat gården, köpte den från paret Pontoppidan. Någon gång under Pontoppidans eller Ståhles ägandeskap täcktes verandan i väster in med väggar och blev istället mer av ett uterum. På vardera sida om denna anlades två nya verandor. Under denna period tillkom även en gång mellan huvudbyggnaden och norra flygeln.

### Egendomen under Oscar och Gisela Trapps tid
I slutet av 1800-talet köptes herrgården av konsul Oscar Trapp och familjen Ståhle flyttade till Villa Tågaborg i norra Helsingborg. Trapp började sälja av välbehövliga tomter för den snabbt expanderande stadsbebyggelsen, först ut var en tomt längs Ängelholmsvägen, som såldes 1896. År 1898 bildade Trapp Fredriksdahls AB, ett fastighetsbolag dit han överflyttade landeriet för att lättare kunna sälja av tomter. Totalt lades 22 kvarter ut i vad som nu är området mellan Dragaregatan, Ängelholmsvägen, Lägervägen och friluftsteatern, men försäljningen gick dock något långsamt.
Trapp gifte sig 1902 med den 26 år yngre konstnären Gisela Henckel. Paret genomförde en del förändringar i huvudbyggnaden, varav den största var att verandan åt väster utvidgades och vinterbonades. En takterrass anlades på fontespisen, som i och med detta kompletterades en ballustrad i samma stil som balkongen över verandan. Takterrassen nåddes av ett mindre trapptorn krönt av en flaggstång. I övrigt ändrades rumsindelningen och bland annat i det bibliotek som inretts på bottenvåningen målade Gisela Trapp en väggmålning av legenden om Sankt Göran och draken där Sankt Göran-figuren bär en sköld med Oscar Trapps vapen. Till höger om motivet stod texten "Loffvet warde Jomfru Maria och hennes welsignede Son iagh wet eder en wisa att queda allt om then ridder S:t Örjan".

### I Helsingborgs stads ägo
Oscar Trapp avled 1916 och Fredriksdal övertogs av Gisela, som 1918 donerade Gisela Trapp herrgården och dess omkringliggande marker till Helsingborgs stad, med villkoret att ytan skulle användas som friluftsmuseum och botanisk trädgård. Hon fortsatte dock att periodvis bo i herrgården fram till 1939, varefter hon flyttade till Arild. Hon fortsatta dock att ha dispositionsrätt till byggnaderna, vilket hon hade fram till sin död 1958. I gåvobrevet önskade Gisela Trapp att det skogsområde i väster som avskiljde gården från Helsingborgs dåvarande stadsbebyggelse skulle bevaras och stipulerade även att industrier och annan bullrig verksamhet inte skulle anläggas för nära herrgården. Efter donationen beslutade Helsingborgs stad ändock att en liten del av markerna som styckats av till tomter, det område som nu ligger mellan Ängelholmsvägen och parken, skulle upplåtas till industrimark. 

#### Friluftsmuseet anläggs
En utredning hade föreslagit att man skulle flytta museets verksamhet från Södra Storgatan till Fredriksdal, och 1921 utlyste man en tävling om "tvenne begränsade områden inom Fredriksdahls egendom", för att få in förslag om utformning av parken. Det ena området var tänkt att utnyttjas som trädgårdsstad, medan resten skulle bli friluftsmuseets område. Man planerade att museets verksamhet skulle inrymmas i ett antal större byggnader för stadens kultur- och naturhistoriska samlingar, men även för konst. Programmet till tävlingen utformades av museiintendenten Torsten Mårtensson och beskrev detaljerat hur man hade tänkt sig vad museet skulle skildra, till exempel herrgårdsmiljö, stadskvarter, samt skogs- och jordbrukslandskap med ditflyttade allmogebyggnader. Flera pampiga förslag till museibyggnader lades fram, många av dem i monumental nyklassicistisk stil, till exempel Ture Rydbergs vinnande förslag Forse che si, Forse che no. Inget av dessa förslag kom dock att förverkligas, då Fredriksdal skapades utan den stora museibyggnaden, men resten av friluftsmuseet tog form och kunde invigas 1923. Den botaniska trädgården anlades senare under 1930-talet.

## Kulturhistoriskt skydd
Fredriksdals herrgård är varken klassad som byggnadsminne eller skyddad genom något bevarandeprogram från Helsingborgs stad. Däremot ingår herrgården i fastigheten Filborna 29:1, som i sin detaljplan är Q-märkt, vilken innebär att bebyggelsen är skyddad enligt 8 kapitlet, paragraferna 13 och 14 i Plan- och bygglagen som särskilt värdefull från historisk, kulturhistorisk, miljömässig eller konstnärlig synpunkt och inte får förvanskas. Byggnaden skall också hållas i vårdat skick och underhållas på ett sätt anpassat till omgivningens karaktär. Trots att herrgården har genomgått flera förändringar genom tiderna och har få bevarade äldre materiella spår värderas herrgården av landsantikvarien i Skåne att uppnå högsta kulturhistoriska värde, i klass med byggnadsminne.

## Media

### Bildgalleri

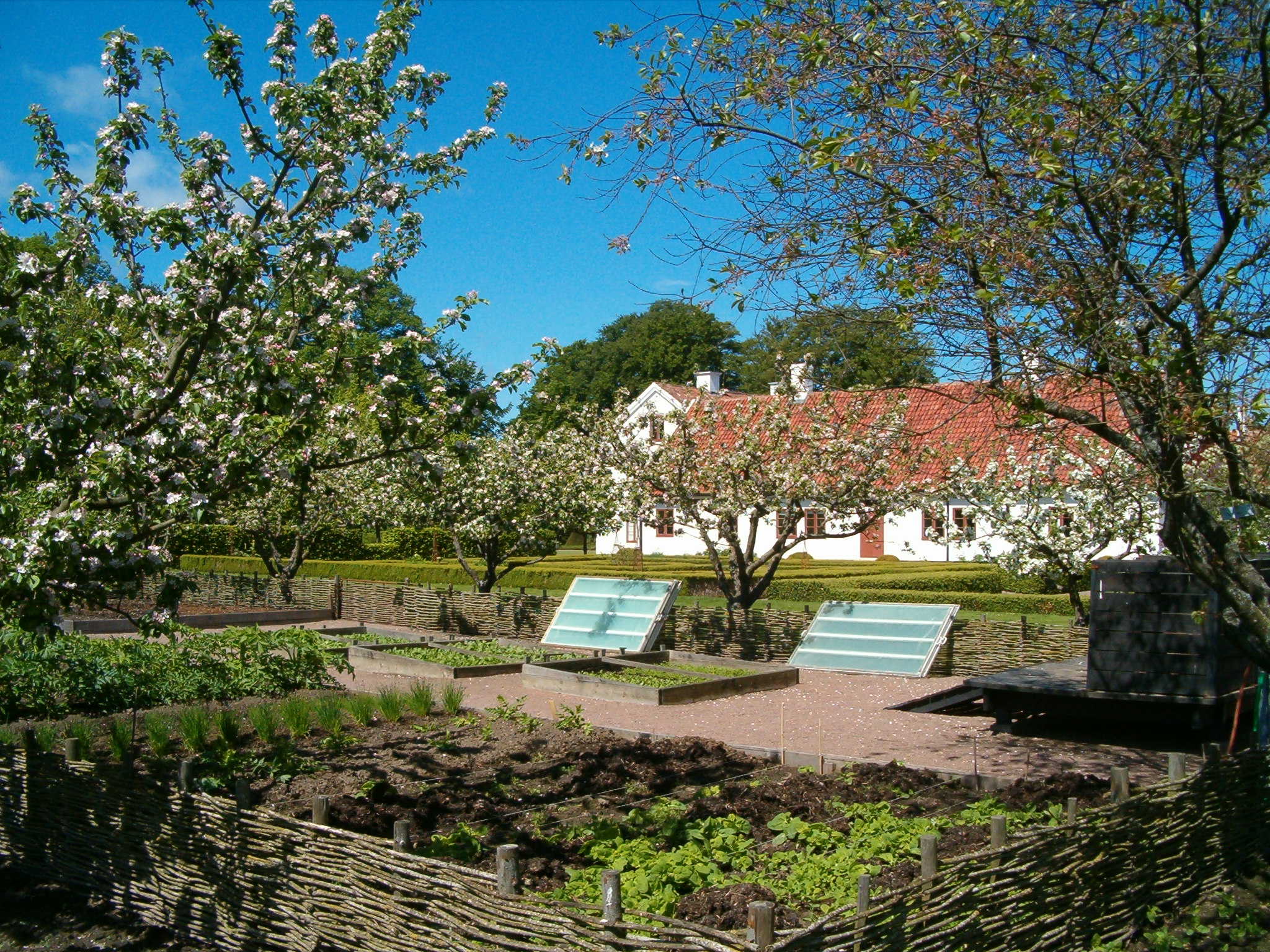
Fredriksdals herrgård, fruktträdgården.
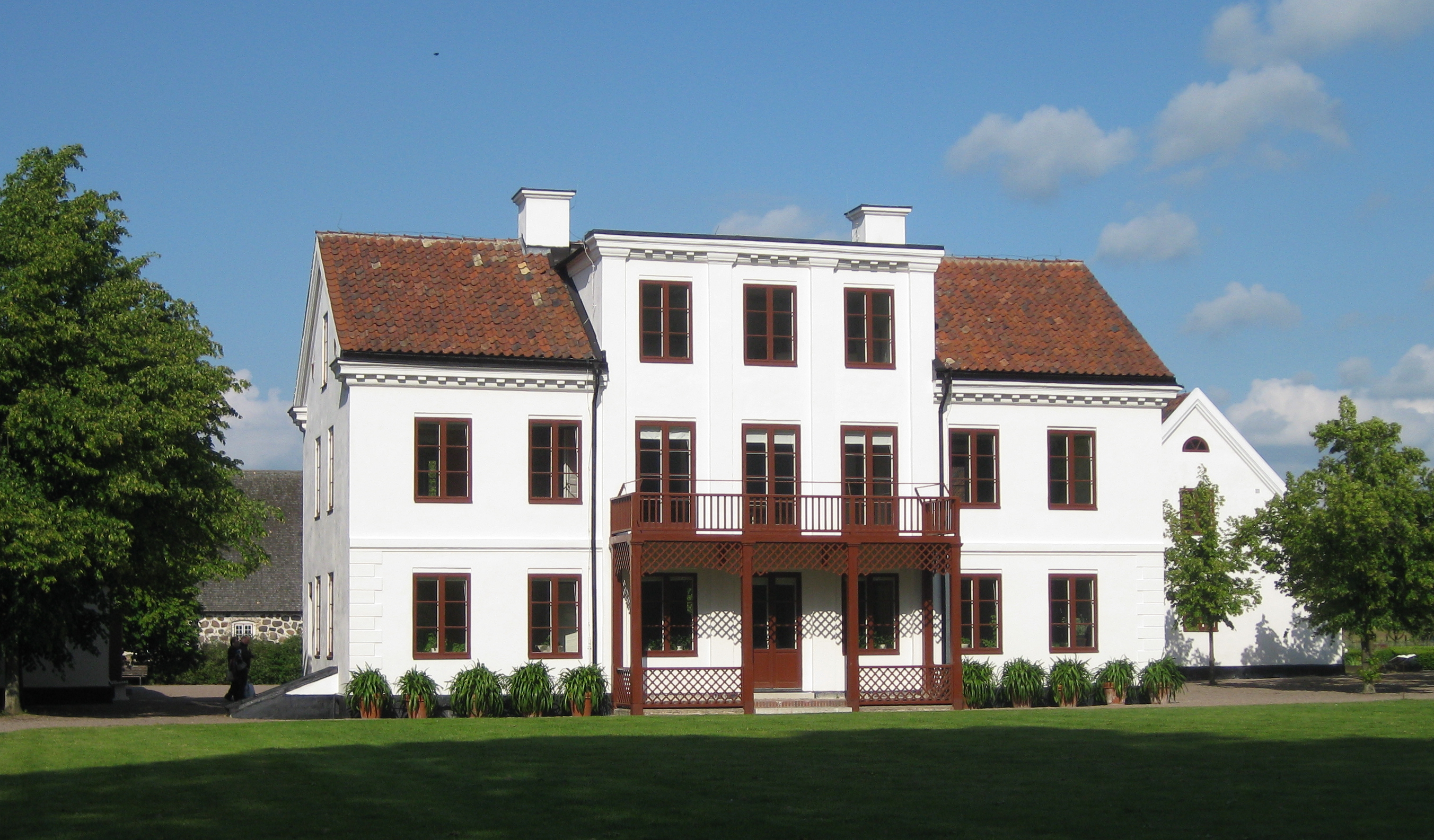
Fredriksdals herrgård, huvudbyggnaden.
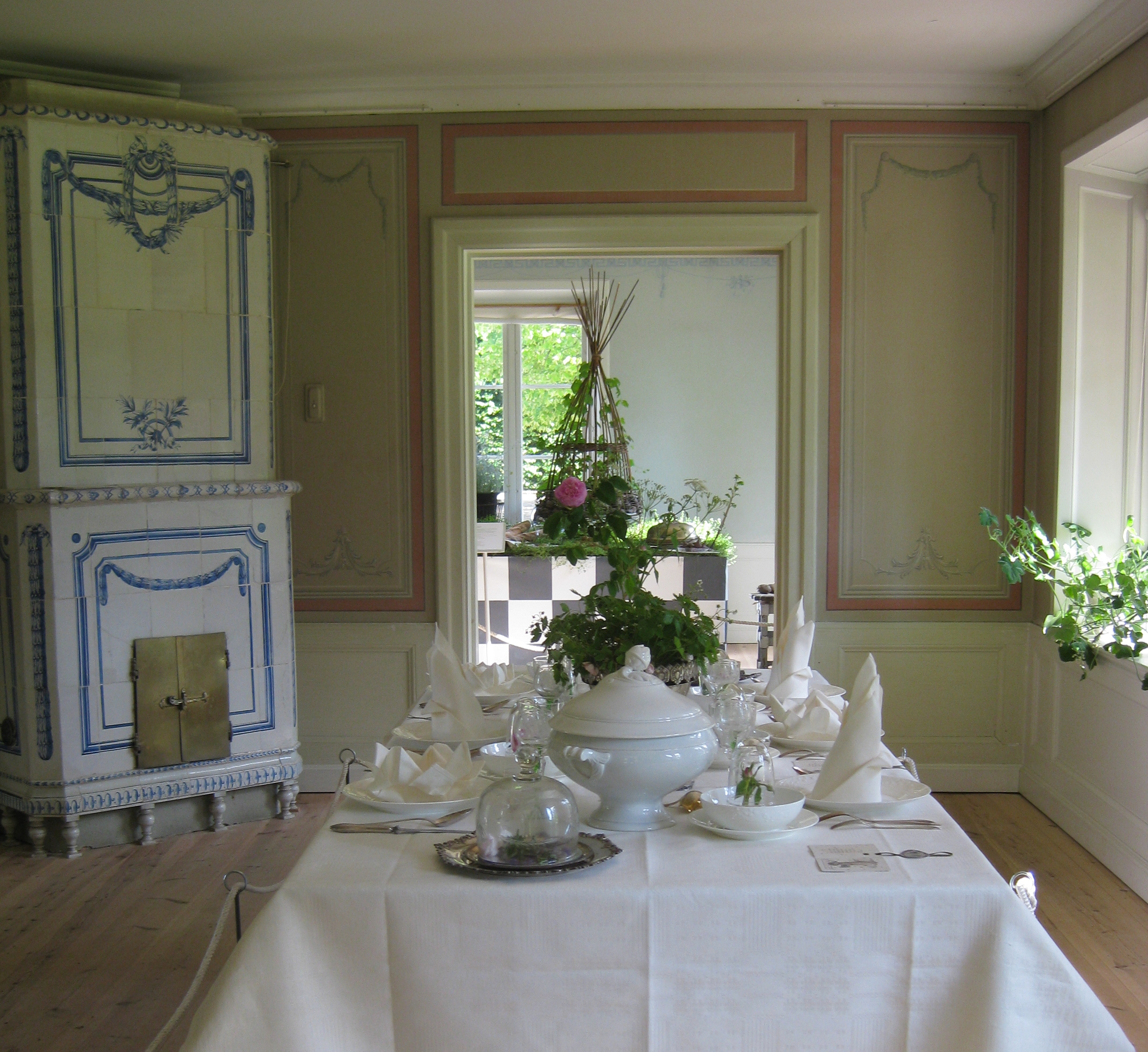
Fredriksdals herrgård, interiör.
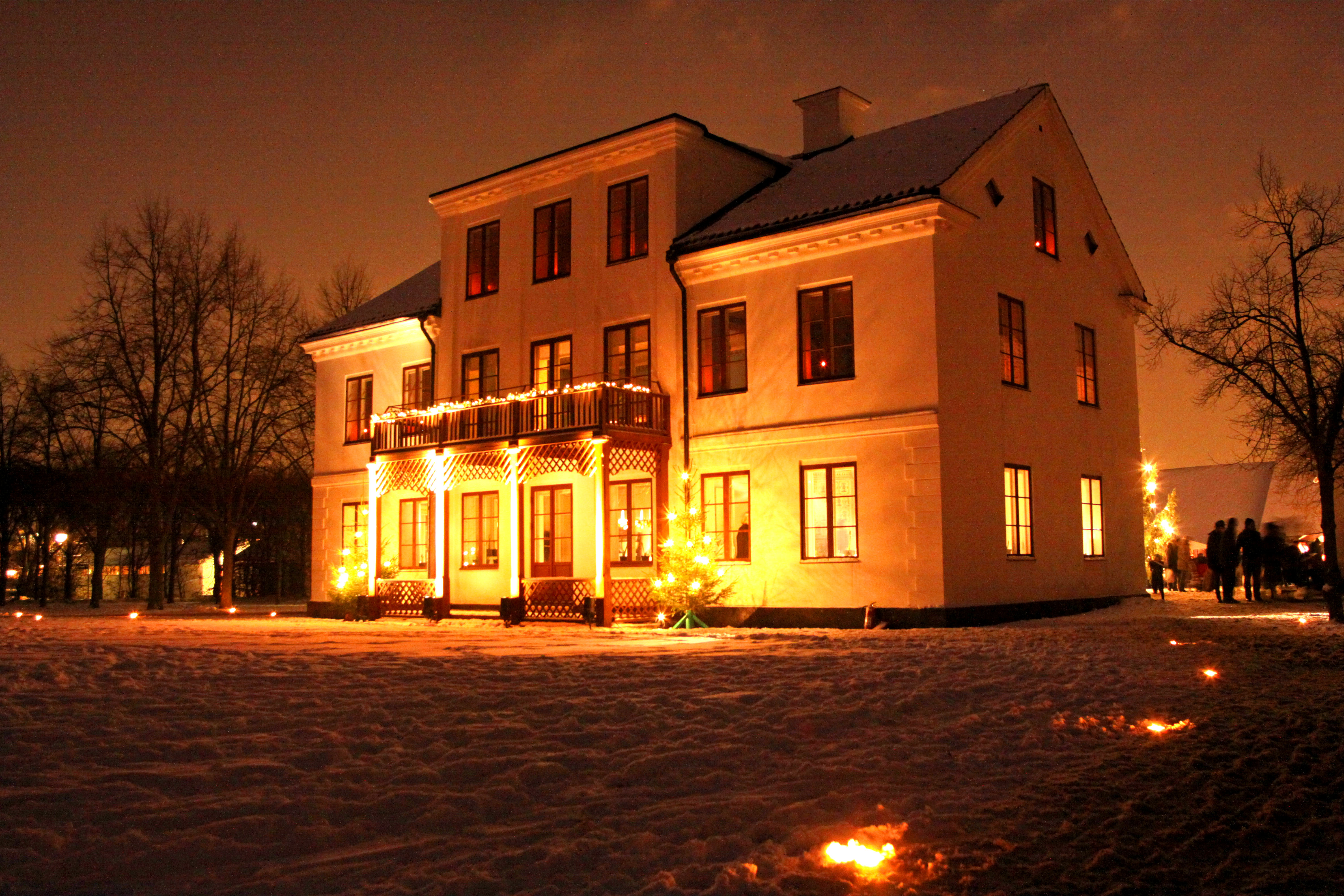
Fredriksdals herrgård under Jul på Fredriksdal.
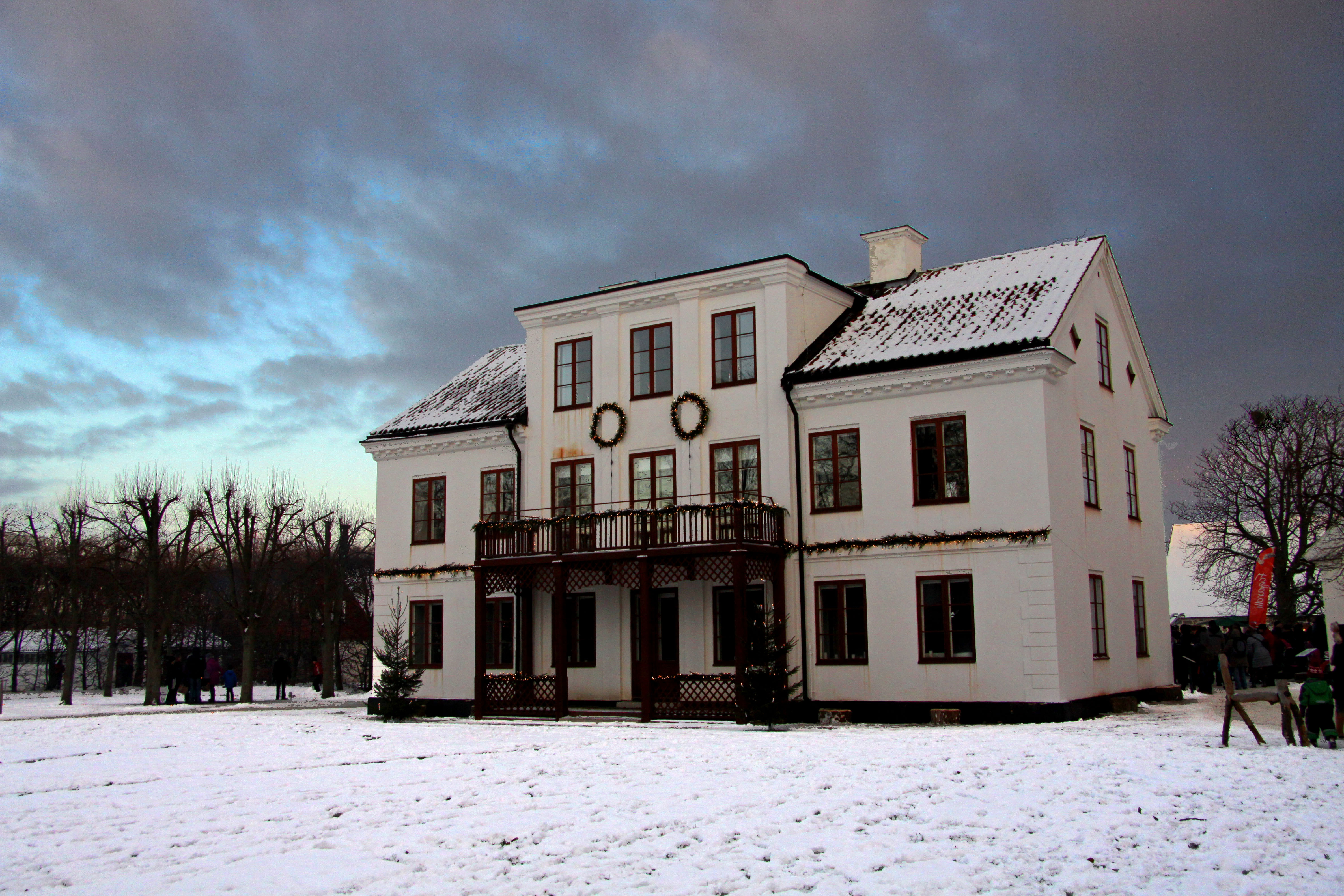
Fredriksdals herrgård under Jul på Fredriksdal.

### Videogalleri
- Flygfilm över Fredriksdals herrgård.
- Flygfilm över Fredriksdals friluftsmuseum.